# Рен льо Шато
Рен льо Шато (на френски: Rennes-le-Château; на окситански: Rènnas del Castèl) е малко село във Франция, регион Лангедок-Русийон. Става известно главно с откритите през 1885 от свещеника Беранже Сониер свитъци в местната църква. Според конспиративни теории те съдържали ценна тайна, от която Сониер забогатял. Легендата започва да се разпространява през 1940-те от местен ресторантьор, който искал да привлече клиенти в селото. Тя бързо донесла слава не само на селището, но и на цяла Франция и се появили слухове, че Сониер е открил документи на тайно братство, наречено Орден на Сион, натоварено със задачата да пази потомството на Иисус Христос. По-късно, през 1975, от парижката Национална библиотека са извадени Les Dossiers Secrets (в превод: Тайните досиета), където е описан същият този Орден на Сион. Най-известните книги на тази тематика са Светата кръв и Светия граал на Майкъл Бейджънт, Ричард Лий и Хенри Линкълн и Шифърът на Леонардо на Дан Браун.

## История
Селище в земите на Рен льо Шато съществува още от древността, а по-късно е римска колония. През 6 и 7 век тук има вестготско селище, по-късно завзето от франкския крал Кловис I и е включено в Септимания. Твърдението, че тук е била вестготската столица обаче е лъжа, столица в действителност е била Нарбона. Това твърдение било публикувано в книгата на ресторантьора Ноел Корбю Историята на Рен льо Шато (на френски: L'histoire de Rennes-le-Château), издадена през 1962.
Близо до селото има средновековен замък датиран от 1002. Той бил напълно разрушен през 17 и 18 век. Според някои автори Рен льо Шато е важно място по времето на Карл Велики, но историците отхвърлят тази теза, тъй като не са открити доказателства за нея. Според археологическите разкопки тук е имало само малко селище с не повече от 300 души население.
Някои замъци в околността са играли важна роля в битката между католиците и катарите в началото на 13 век. Други са охранявали границата с Испания. Цели общности от региона са избити по време на борбата на католиците с катарските еретици по време на Албигойския кръстоносен поход и отново при борбата на протестантите за религиозна свобода по време на Френската революция.